# Enicospilus maculipennis
Enicospilus maculipennis är en stekelart som först beskrevs av Cameron 1886.  Enicospilus maculipennis ingår i släktet Enicospilus och familjen brokparasitsteklar. Inga underarter finns listade i Catalogue of Life.